# Cheetah MMPV
Der Cheetah MMPV ist ein minengeschützter, gepanzerter Truppentransporter (4×4) aus US-amerikanischer Produktion.

## Beschreibung
Er ist das kleinste Fahrzeug der Force-Protection-Serie, bestehend aus Buffalo, Cougar und dem Cheetah. Es basiert auf dem RG-31 Charger und gehört zur Klasse der leicht gepanzerten Fahrzeuge. Er wurde von der Rüstungsfirma Force Protection Inc. hergestellt.